# Alex Jagtenberg
Alexander Jagtenberg (Amersfoort, 3 augustus 1921 - Amsterdam, 14 juni 2010) was een Nederlands (reclame)illustrator, tekenaar van politieke prenten en grafisch ontwerper.

## Jeugd
Jagtenberg (roepnaam Alex dan wel Lex) groeide op in Amersfoort als jongste in een socialistisch georiënteerd gezin met acht kinderen. Zijn vader Gerrit Jagtenberg (1882-1950) heeft enkele jaren als gastarbeider in Bochum (Duitsland) gewerkt, waar ook enkele van Jagtenbergs broers en zusters zijn geboren.

## Samenwerking met Pieter Kuhn
Jagtenberg begon zijn carrière als reclametekenaar in dienst van Bureau J.P. (Jaap) Kastelein in Hilversum, waar op dat moment ook Pieter Kuhn (1910-1966) en Cor van Velsen (1921-2010) als tekenaar werkzaam waren. Jagtenberg tekende in dienst van Kastelein onder andere een poster voor versnaperingen van Coöperatieve Groothandelsvereeniging De Handelskamer (HAKA) maar werkte verder vooral ontwerpen uit van Kuhn, die chef-tekenaar was bij Kastelein. Toen Kuhn in 1942 voor zichzelf een tekenstudio begon nam hij Jagtenberg mee. Samen begon het tweetal illustraties te vervaardigen voor een serie sprookjesboeken. Deze boeken verschenen in 1943 en 1944 bij uitgeverij Goede Pers te Averbode, achter welk impressum in werkelijkheid de Hilversumse boekhandelaar Richard Bing (1901-1944) schuilging. De meeste illustraties werden door Kuhn vervaardigd waarbij Jagtenberg de inkleuring en afwerking verzorgde. Incidenteel nam Jagtenberg ook de gehele prent voor zijn rekening. Een ander gezamenlijk project dat in de oorlogsjaren brood op de plank bracht was de vervaardiging van een reeks prentbriefkaarten met gefingeerde oud-Hollandse stadsgezichten en straattaferelen. Hoewel ook deze prentbriefkaarten de signatuur van Kuhn dragen had Jagtenberg een belangrijk aandeel in de totstandkoming ervan. Om aan tewerkstelling in Duitsland te ontkomen dook Jagtenberg in 1944 onder op een boot van Pieter Kuhn in Loosdrecht. Ook zijn voormalige collega Cor van Velsen heeft enige tijd ondergedoken gezeten op deze boot, evenals de reeds genoemde Richard Bing. Na de Tweede Wereldoorlog liep Jagtenberg ergens tussen Rembrandtplein en Munt Pieter Kuhn weer tegen het lijf. Bij die gelegenheid vroeg Kuhn aan Jagtenberg of hij er wat voor voelde om strips te gaan tekenen. Kuhn was op dat moment reeds bezig met de krantenstrip Kapitein Rob die hem later beroemd maakte. Jagtenberg sloeg Kuhns aanbod af omdat hij het tekenen van een dagelijkse strip te tijdrovend vond.

## Naoorlogs werk
Inmiddels lid geworden van de CPN begon Jagtenberg politieke prenten te tekenen voor het CPN-dagblad De Waarheid (1945-1958), het CPN-propagandablad Voorwaarts (1946-1950) en het eveneens communistisch gezinde culturele weekblad De Vlam (1945-1952). Nadat de CPN in 1958 een groep kritische communisten royeerde trad ook Jagtenberg uit de CPN. De geroyeerde en uitgetreden CPN'ers verenigden zich in de zogenaamde Brug-groep, dat een maandblad ging uitgeven onder de titel De Brug waaraan ook Jagtenberg medewerking verleende. Jagtenberg had overigens niet de gewoonte zijn politieke prenten te signeren of gebruikte hiertoe hooguit zijn initiaal "A". Na zijn uittrede uit de CPN begon Jagtenberg ook tekeningen te maken voor de postuum verschenen kinderbijbel van theologe, verzetsvrouw en feministe Hannie Kuiper. Deze kinderbijbel werd in 1959 gepubliceerd door de Amsterdamse uitgeverij H.J. Paris. Voor dezelfde uitgeverij ontwierp Jagtenberg in de jaren vijftig ook diverse boekomslagen, waaronder die van de bestsellers De Bijbel heeft toch gelijk (1955) van Werner Keller en De verborgen verleiders (1958) van Vance Packard. In de jaren zestig en zeventig volgden vele tientallen boekomslagen voor uitgeverij Born (Assen/Amsterdam), waaronder die voor de reeksen Born paperbacks (1965-1972), Born detectives (1968-1978) en Born science fiction (1968-1978). Voor de boekomslagen die van een foto werden voorzien werkte Jagtenberg veelal samen met de bekende Amsterdamse fotograaf Frits Lemaire. Het veruit bestverkochte boek waarvoor Jagtenberg het omslag ontwierp (met een foto van Lemaire) was Wat zien ik... (1965), de door Albert Mol opgetekende ontboezemingen van een Amsterdamse prostitué.

## Overige zaken
Jagtenberg was getrouwd met de Javaanse danseres Lillah Soesilo en kreeg twee dochters. Lillah Jagtenberg-Soesilo stond bij de gemeenteraadsverkiezingen van 1962 in Amsterdam kandidaat voor de uit de Brug-groep voortgekomen Socialistische Werkerspartij (SWP) maar behaalde geen zetel. In een op 30 november 1989 uitgezonden radio-interview heeft Jagtenberg onder andere te kennen gegeven de communistische beginselen altijd trouw te zijn gebleven maar teleurgesteld te zijn geraakt in het communisme als politiek systeem. Jagtenbergs dochter Damaijanti (1954) heeft in het omroepwereldje faam verworven als visagiste.
- International Standard Name Identifier: 0000 0003 8725 8380
- Nederlandse Thesaurus van Auteursnamen: 074230840
- RKD-Nederlands Instituut voor Kunstgeschiedenis: 41567
- Virtual International Authority File: 280178020
- WorldCat: E39PBJpYwXM9R69jJFRH73hvHC